# Wiesendorf (Kolkwitz)

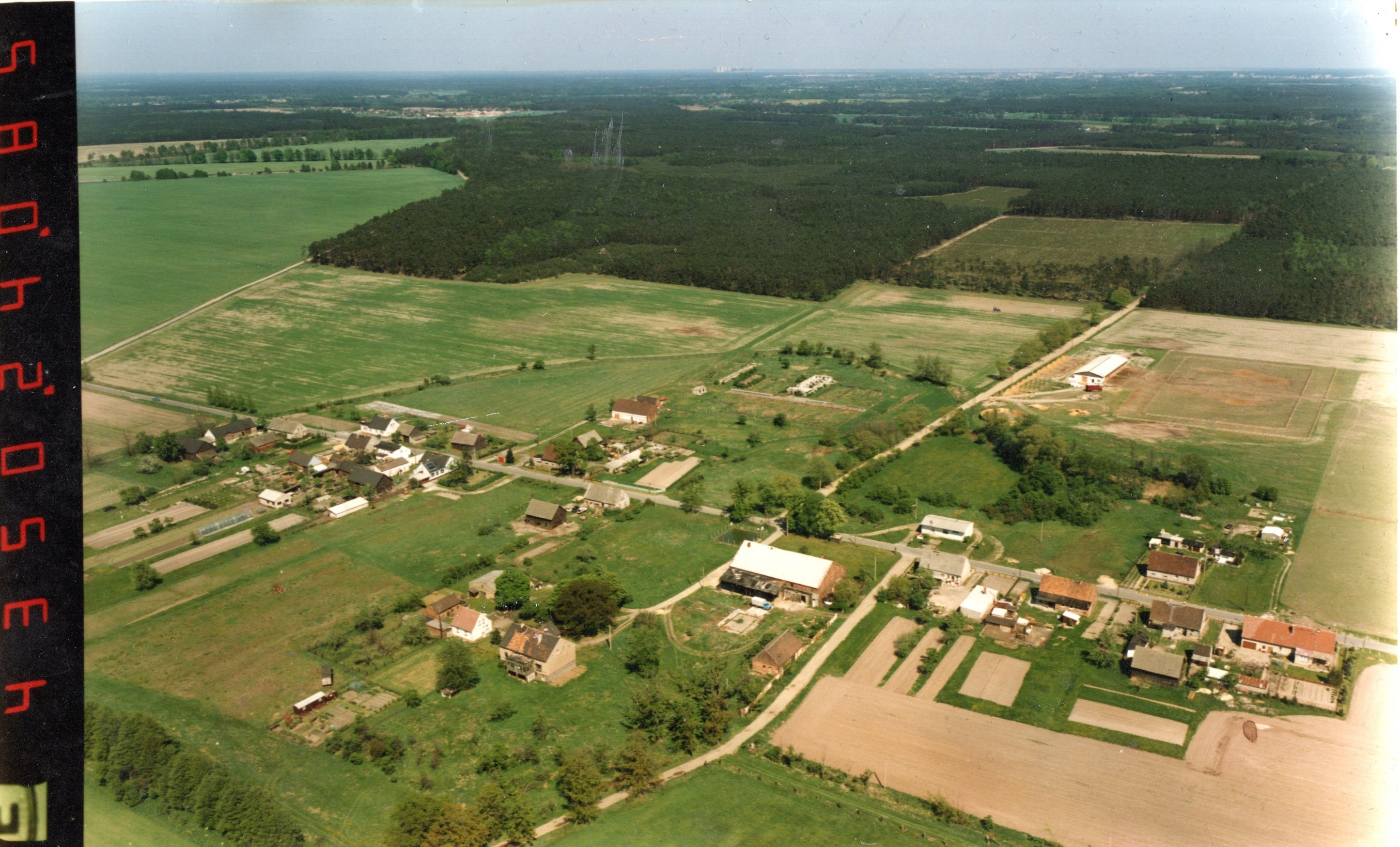
1994 Luftbild von Wiesendorf

Wiesendorf, niedersorbisch Naseńce, ist ein Ortsteil der Gemeinde Kolkwitz im Landkreis Spree-Neiße im südwestlichen Brandenburg. Mit rund 44 Einwohnern (Stand: 2024) gehört Wiesendorf zu den kleinsten Ortsteilen von Kolkwitz.

## Namensherkunft
Die erste urkundliche Erwähnung von Wiesendorf stammt aus der Zeit um 1500, als die vier Brüder von Mosch mit dem Ort Wesendorf belehnt wurden. Doch ältere Quellen lassen vermuten, dass die Siedlung bereits früher existierte. Eine mögliche frühere Erwähnung datiert aus dem Jahr 1438 mit der Schreibweise Weßendorf, was als "Dorf an einer Wiese" interpretiert werden kann. Diese Namensform wandelte sich im Laufe der Jahrhunderte über Varianten wie Weßendorf, Weßendoff, Wießendorf und Wißendorff hin zum heutigen Wiesendorf.
Die Herkunft des Namens ist nicht eindeutig geklärt. Es gibt Hinweise darauf, dass er sorbischen Ursprungs sein könnte. Unter dem Ortseingangsschild von Wiesendorf findet sich die sorbische Bezeichnung Naseńce. Die genaue Bedeutung dieser Bezeichnung ist umstritten. Mögliche Übersetzungen reichen von „das besäte Feld“ (Nasenjec) über „das Wiesendorf“ (Nasenjce) bis hin zu „am Wiesenbach“ oder „am Heubach“ (na + senica).
Mögliche Übersetzungen sind:
- Nasenjec – „das besäte Feld“
- Naseńce – „das Wiesendorf“
- na + senica – „am Wiesenbach“ oder „am Heubach“

1934 wurde im Rahmen der Germanisierungspolitik des NS-Regimes ein Gesetz zur Änderung der wendischen Orts- und Flurnamen in deutsche Schreibweisen erlassen. Spätestens zu diesem Zeitpunkt wurde aus den älteren Formen die heutige Bezeichnung Wiesendorf.

## Geografie
Wiesendorf ist ein kleines Dorf in der Gemeinde Kolkwitz im Landkreis Spree-Neiße, Brandenburg. Es liegt in der Niederlausitz, umgeben von Wiesen, Wäldern und landwirtschaftlichen Flächen. Wiesendorf befindet sich in einer Senke zwischen den Städten Cottbus, Drebkau, Calau und Vetschau. Die nächstgelegenen Ortschaften sind Krieschow, Brodtkowitz, Kackrow und Wüstenhain. Wiesendorf ist Teil des Randspreewaldes und wird von einem kleinen Fließ durchzogen.
- Koordinaten: 51°44' N, 14°09' O
- Höhe: ca. 65 m ü. NHN
- Einwohner: ca. 44 (Stand 2024)
- Postleitzahl: 03099
- Vorwahl: 035604

## Touristische Ziele in der Umgebung
- Gräbendorfer See
- Illmersdorfer Mumien
- Heilstätte Klinikum Kolkwitz
- Steinitzer Treppe
- Koselmühle

## Geschichte
Die nachweisbare Geschichte von Wiesendorf beginnt um das Jahr 1500 mit der Existenz eines Ritterguts. Erste Erwähnungen des Ortsnamens stammen aus dieser Zeit, als die vier Brüder von Mosch mit Wesendorf belehnt wurden. Historische Schreibweisen variieren von Weßendorf über Wißendorff bis zur heutigen Form.
Es wird vermutet, dass sich Wiesendorf entweder aus einem Rittergut oder durch die Ansiedlung in dessen Nähe entwickelte. Die strategische Lage inmitten von Wiesen und einem kleinen Fließ, der Kzschischoka, machte die Region für die Landwirtschaft, Jagd und Fischerei attraktiv.
Bereits auf alten Karten sind Verbindungswege nach Brodtkowitz, Wüstenhain, Kackrow und Krieschow zu erkennen. Eine Zeit lang existierte zudem eine direkte Verbindung nach Illmersdorf. Der wichtigste Wirtschaftsweg war die Strecke nach Krieschow, einem damals wachsenden Adelsstandort.

### 16. Jahrhundert
Die Geschichte Wiesendorfs reicht bis ins 16. Jahrhundert zurück. Die erste urkundliche Erwähnung erfolgte 1554, als das Adelsgeschlecht "die Müschen" im Ort genannt wurde. Bereits 1500 wurde das Gebiet Wiesendorf und Kackrow als Rittergut an die vier Brüder von Mosch (auch Muschen oder Musswitz geschrieben) verliehen.
Im Jahr 1583 befand sich Wiesendorf im gemeinsamen Besitz der Familien von Mosch und von Löben. Ab 1612 wurden Anteile der beiden Dörfer an Caspar von Zabeltitz verkauft, später ging der Besitz bis 1811 an die Familie von Löben über.

### 18. Jahrhundert
Im 18. Jahrhundert war Wiesendorf durch landwirtschaftliche Nutzung geprägt. 1708 kam es zu Streitigkeiten zwischen Kaspar Friedrich von Löben auf Wiesendorf und Leopold von Birkholz zu Wüstenhain bezüglich Wegegerechtigkeit und Fischerei im Fließ.  Weitere Grenzstreitigkeiten mit benachbarten Adelsfamilien prägten das Jahrhundert. Im Ort befanden sich im 17. und 18. Jahrhundert eine Schmiede, ein Ziegelofen, eine Ziegelei und das Forsthaus. Noch heute steht auf dem Weg zwischen Wiesendorf und Kackrow ein Stein, auf dem namentlich alle aufgeführt sind, die seit 1818 im Forstdienst standen.
1750 wurde das Gutshaus Wiesendorf errichtet, vermutlich auf Befehl Friedrichs des Großen. Ab 1753 wurden Meliorationsmaßnahmen auf den Gütern Wiesendorf und Kackrow vorgenommen, um landwirtschaftliche Flächen nutzbar zu machen.
Für 1875 sind bereits 126 Einwohner belegt.

### 19. Jahrhundert
Das Gutshaus Wiesendorf blieb bis ins 19. Jahrhundert im Besitz der Familie von Löben, ehe es 1843 vom Grafen Pourtales-Georgier erworben wurde. 1874 gehörte Kackrow den von Winterfelds, die ebenfalls Besitzrechte an Wiesendorf hatten.

### 20. Jahrhundert
Während des Zweiten Weltkriegs wurde Wiesendorf 1945 von der Roten Armee eingenommen. Nach Kriegsende wurde das Gut Wiesendorf im Rahmen der Bodenreform enteignet. In der DDR wurde das Gutshaus zeitweise als Kindergarten genutzt. 1952 wurde die Landwirtschaftliche Produktionsgenossenschaft (LPG) "Einheit" Wiesendorf gegründet, die bis zur Wiedervereinigung bestand.
1991 wurde die LPG aufgelöst, landwirtschaftliche Flächen privatisiert und teilweise verpachtet.
Der Zusammenschluss mit Krieschow folgte zum 1. Januar 1928, wobei diese Gemeinde auch zeitweilig als Krieschow-Wiesendorf bezeichnet wurde. Zum 6. Dezember 1993 wurde der Ort nach Kolkwitz eingemeindet.
2006 wohnten 66 Menschen in Wiesendorf.
2010 Im September vernichtet ein Großbrand die Cattlemans Ranch (Reiterhof) im Ort.
2017 Das Dorf erhält sein Dorfgemeinschaftshaus. Bisher hatte Wiesendorf einen völlig heruntergekommenen Treffpunkt im alten Konsum. Dort gab es keine funktionierenden Toiletten mehr. Die Wände waren feucht. Der alte Konsum wird 2018 zum Kauf angeboten und befindet sich jetzt in Privatbesitz.
2024 wohnten 44 Menschen im Ort.

## Kultur und Sehenswürdigkeiten

### Naturdenkmäler
- Hexenkiefer: Ein historisch bedeutendes Naturdenkmal in der Nähe von Wiesendorf. Die Dorfgemeinschaft plant derzeit eine Wiederherstellung des verwitterten Denkmals.
- Greifenhainer Fließ: Ein kleines Gewässer, das durch die Gemeinde fließt und in die regionale Landschaft eingebettet ist.

### Bauwerke
- Gutshaus Wiesendorf: Ehemaliges Rittergut, heute in Privatbesitz.
- Dorfgemeinschaftshaus: Veranstaltungszentrum der Dorfgemeinschaft.
- Feuerwehrgerätehaus Wiesendorf: Standort der Freiwilligen Feuerwehr Wiesendorf, die seit 1916 besteht.

## Gutshaus Wiesendorf
Das Gutshaus Wiesendorf ist ein historisches Herrenhaus im Ortsteil Wiesendorf der Gemeinde Kolkwitz im Landkreis Spree-Neiße, Brandenburg. Das Gebäude stammt aus dem 18. Jahrhundert und war ursprünglich der Sitz eines Rittergutes. Es ist eines der wenigen erhaltenen Gutshäuser in der Region, befindet sich heute jedoch in Privatbesitz und wird nicht genutzt.

### Geschichte

#### Entstehung und frühe Nutzung (18.–19. Jahrhundert)
Das Gutshaus Wiesendorf wurde um 1750 auf Befehl Friedrichs des Großen durch den damaligen Besitzer erbaut. Es diente als Wohnsitz eines Gutsherrn, der auch die umliegenden landwirtschaftlichen Flächen verwaltete. Das Gut umfasste verschiedene Wirtschaftsgebäude, darunter Ställe, Scheunen und eine Ziegelei, die für die Produktion von Baumaterial genutzt wurde.
Das Gebäude selbst ist ein zweigeschossiger Bau mit Satteldach und war Mittelpunkt eines landwirtschaftlichen Betriebs. Die dazugehörigen Ländereien waren oft an ortsansässige Bauern verpachtet, die dem Grundherrn Abgaben leisten mussten. Das Gutshaus wurde in historischen Aufzeichnungen auch als Rittergut Wiesendorf bezeichnet, was seinen rechtlichen Status innerhalb der preußischen Agrarstruktur unterstreicht.
Im 19. Jahrhundert wurden umfangreiche bauliche Veränderungen vorgenommen. Unter Graf Heinrich Portales von Gorgier erhielt das Gutshaus eine neue Einrichtung, und ein Lustgarten wurde angelegt.

#### Umbauten und Erweiterungen unter Hugo Wiechert von Winterfeld (1868)
1868 übernahm Graf Hugo Wiechert von Winterfeld das Gut Wiesendorf. Er besaß bereits die Dörfer Kackrow und Wiesendorf und leitete zahlreiche Bauprojekte in der Region. In dieser Zeit entstanden feste Wohnhäuser für die Gutsarbeiter, ein Beamtenhaus sowie Verbesserungen der landwirtschaftlichen Flächen.
Ein bedeutender Einschnitt war die Einebnung des Friedhofs sowie die Fällung großer Bäume im Park des Gutshauses.

#### 20. Jahrhundert: Von der Familie Schaper bis zur Enteignung (1935–1945)
1935 wurde das Gut von der Familie Schaper erworben. Die Familie zog im April 1936 in das Herrenhaus und bewirtschaftete das Anwesen bis 1945. Mit dem Ende des Zweiten Weltkriegs kam es zur Plünderung des Guts durch sowjetische Truppen am 19. April 1945. Die Besitzer wurden im Rahmen der Bodenreform in der Sowjetischen Besatzungszone (SBZ) am 4. Oktober 1945 enteignet.
Im Zuge der Bodenreform wurden alle landwirtschaftlichen Betriebe mit mehr als 100 Hektar enteignet. Viele Gutshäuser in der DDR wurden entweder zerstört oder für neue Zwecke umgenutzt.

#### Nutzung in der DDR-Zeit (1945–1990)
Die genaue Nutzung des Gutshauses nach 1945 ist bislang nur teilweise dokumentiert. Aus Erzählungen von Dorfbewohnern ist bekannt, dass das Gebäude eine Zeit lang als Kindergarten diente.
Viele Gutshäuser in der DDR wurden staatlichen Landwirtschaftsbetrieben (LPGs) zugeordnet oder als Wohnhäuser genutzt. In Wiesendorf scheint das Gutshaus jedoch keine zentrale Funktion in der sozialistischen Agrarwirtschaft übernommen zu haben.

#### Nach der Wiedervereinigung (1990–heute)
Nach der deutschen Wiedervereinigung ging das Gutshaus in Privatbesitz über, wurde jedoch nicht weiter genutzt oder instand gehalten. In den 1990er Jahren entstanden verschiedene Postkartenansichten, die das historische Gebäude dokumentierten.
2022 wurde das Gutshaus erneut fotografiert, wobei der fortschreitende Verfall erkennbar ist.
In Erinnerung an die Familie Schaper errichteten die Dorfbewohner von Wiesendorf in Eigeninitiative ein Holzkreuz mit eingefasstem Grab auf dem Gelände des Kriegsdenkmals im Ort. 2023/2024 wurde dieses Denkmal im Rahmen einer Neugestaltung erneuert. Die Finanzierung erfolgte durch ortsansässige Familien.

### Architektur
Das Gutshaus Wiesendorf ist ein typisches zweigeschossiges Herrenhaus mit Satteldach. Ursprünglich waren weitere Wirtschaftsgebäude wie Scheunen, Ställe, ein Taubenschlag und ein Eiskeller vorhanden, die jedoch nicht mehr erhalten sind.
Das Gebäude wurde mehrmals umgebaut:
- 1850: Neue Inneneinrichtung und Anlegen eines Lustgartens.
- 1868: Erweiterung des Guts durch neue Gebäude für Gutsarbeiter.
- Nach 1945: Unklare Nutzung, teilweise Verfall.

### Eigentümer und Besitzer
Das Gutshaus Wiesendorf hatte verschiedene Besitzer, darunter:
- Familie von Loeben (früherer Grundbesitz)
- Graf Heinrich Portales von Gorgier (ca. 1850)
- Familie von Zschertwitz, eingeheiratet in die Familie Zabeltitz (19. Jahrhundert)
- Graf Hugo Wiechert von Winterfeld (ab 1868)
- Familie Schaper (1935–1945, enteignet durch die Bodenreform)
- Privatbesitz seit 1990

### Bedeutung
Das Gutshaus Wiesendorf ist eines der wenigen erhaltenen historischen Gutshäuser in der Region. Es zeugt von der agrarischen Geschichte Brandenburgs, der Rolle des niederen Adels und der sozialen Umbrüche des 20. Jahrhunderts, insbesondere durch die Enteignungen während der Bodenreform.

## Infrastruktur

### Verkehr
Wiesendorf liegt an der Kreisstraße K 7131 und ist über die L49 mit Krieschow und Brodtkowitz verbunden. Die Autobahn A15 (Auffahrt Vetschau) ist etwa 11 km entfernt.

### Bildung
Die nächstgelegene Schule befindet sich in Krieschow, etwa 3,2 km entfernt.

### Feuerwehr
Die Freiwillige Feuerwehr Wiesendorf wurde 1916 gegründet. Heute ist sie Teil der fusionierten Ortswehr Krieschow-Wiesendorf-Brodtkowitz.

## Dorfstraße Wiesendorf
Die Dorfstraße Wiesendorf, heute bekannt als „In den Wiesen“, ist die Hauptstraße des Ortes Wiesendorf in der Gemeinde Kolkwitz im Landkreis Spree-Neiße, Brandenburg. Die Straße hat eine lange historische Entwicklung durchlaufen und war über Jahrhunderte hinweg ein bedeutender Verkehrsweg für die Region. Ihre Modernisierung erfolgte schrittweise vom frühen 20. Jahrhundert bis in die Gegenwart.

### Geschichte

#### Frühe Wege und Siedlungsentwicklung (18.–19. Jahrhundert)
Die Wege und Straßen in Wiesendorf und Umgebung entwickelten sich parallel zur landwirtschaftlichen Nutzung der Region. Historische Karten wie das Schmettausche Kartenwerk (1767–1787) zeigen, dass es bereits in dieser Zeit Verbindungswege zwischen den Gutshöfen, Förstereien und Mühlen gab.
Die ersten Flurkarten von 1825/26 dokumentieren die vorhandenen Wege genauer. In der königlich preußischen Landesaufnahme von 1901 wurde das Wegenetz weiter kartografiert. Bis zum Zweiten Weltkrieg existierten allerdings kaum offizielle Straßennamen. Häufige Bezeichnungen waren Dorfstraße, Hauptstraße oder Chaussee mit Richtungsangabe.

#### Ausbau und erste Straßennamen (20. Jahrhundert)
Die ersten größeren Baumaßnahmen an der Dorfstraße begannen 1929, als die Gemeinde Krieschow einen Zuschuss von 96.000 Reichsmark für den Bau der Straße erhielt. Diese war zuvor in einem schlechten Zustand und oft nur mit Pferdefuhrwerken passierbar. Ergänzend wurde 1937 eine Fahrspur der Reichsautobahn gebaut, für die einige Bauern ihr Land abtreten mussten.
Zwischen 1970 und 1971 wurde die Straße zwischen Brodtkowitz, Wiesendorf und Krieschow erstmals befestigt, was die Infrastruktur des Dorfes erheblich verbesserte.

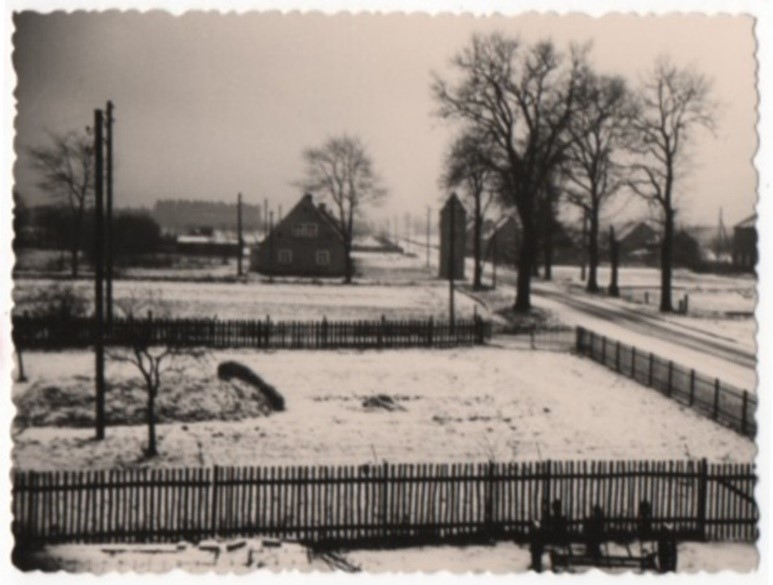
Dorfansicht Wiesendorf Richtung Brodtkowitz, ca. 1970er Jahre

#### Nach der Wiedervereinigung (1990–2000er Jahre)
Mit der deutschen Wiedervereinigung 1990 wurden viele Straßen in Brandenburg saniert. Ein wesentlicher Einschnitt für die Dorfstraße Wiesendorf war die Umbenennung von „Dorfstraße“ in „In den Wiesen“ im Jahr 1993. Gleichzeitig erfolgte eine Neunummerierung der Hausadressen, da es innerhalb der neu entstandenen Großgemeinde Kolkwitz zu mehrfachen Straßennamen kam.
Die Autobahnbrücke zwischen Krieschow und Wiesendorf wurde 1992 saniert, da der Autobahnausbau nach Jahrzehnten wieder aufgenommen wurde. Bis 1994 war die gesamte Autobahn in diesem Bereich zweispurig ausgebaut.
In den folgenden Jahren gab es weitere Modernisierungen:
- 1994: Erste Luftbilder zeigen den Zustand der Dorfstraße und ihre Umgebung.
- 2009: Wiesendorf wird Teilstück des Drebkauer Kreisels, einer Rad- und Wanderroute.
- 2011: Ersatzpflanzungen entlang der Straße zwischen Brodtkowitz und Wiesendorf.
- 2022: Sanierung der Straße in zwei Bauabschnitten.

### Aktuelle Situation (2020er Jahre)
Die Straße „In den Wiesen“ ist heute ein wesentlicher Verkehrsweg in Wiesendorf. Sie ist als Teil der Kreisstraße K 7131 eingestuft, die von Milkersdorf über Krieschow bis nach Brodtkowitz führt. Die Straßenbaulast liegt beim Landkreis Spree-Neiße.
Im Jahr 2024 wurde die Straße in Google Street View aufgenommen, was eine digitale Erkundung der Umgebung ermöglicht.
Zu den wichtigsten Verkehrsmerkmalen der Straße gehören:
- Bushaltestelle im Ort
- Verbindung zur L 49
- 3,2 km zur nächsten Schule (Krieschow)
- 11 km zur Autobahnauffahrt Vetschau
- 11,9 km zum Krankenhaus Cottbus

### Bedeutung
Die Dorfstraße Wiesendorf ist ein historischer Verkehrsweg, der von einer unbefestigten Sandpiste zu einer modernen Kreisstraße entwickelt wurde. Sie ist nicht nur eine wichtige Verbindung für die Dorfbewohner, sondern auch ein Teil der überregionalen Verkehrsstruktur.
Durch die historische Entwicklung der Straße spiegelt sie die sozialen, wirtschaftlichen und infrastrukturellen Veränderungen der Region wider – von der vormodernen Agrargesellschaft über den sozialistischen Straßenbau der DDR bis hin zur modernen Gemeindeentwicklung.

## Dorfgemeinschaft, Lebensweise und Veranstaltungen
Wiesendorf ist ein landwirtschaftlich geprägtes Dorf mit enger Dorfgemeinschaft. Noch bis in die 1990er Jahre betrieben viele Familien eigene Äcker oder hielten Nutztiere zur Selbstversorgung. Während größere landwirtschaftliche Betriebe heute kaum noch existieren, gibt es weiterhin kleinere Viehzuchten und private Gärten.
Das Dorfleben ist ruhig, aber durch gemeinschaftliche Veranstaltungen wie das Maibaumaufstellen und das Weihnachtsbaumaufstellen geprägt. Kleinere gesellige Abende und regelmäßige Treffen der Rentnergruppe fördern den sozialen Zusammenhalt. Aufgrund der geringen Einwohnerzahl ist das Gemeinschaftsleben jedoch begrenzt.
Obwohl Wiesendorf idyllisch gelegen ist, hat die Abgeschiedenheit auch Nachteile. Wohnraum ist begrenzt, sodass junge Familien selten zuziehen. Trotzdem setzen sich die Bewohner aktiv für die Dorfentwicklung ein, beispielsweise durch die Neugestaltung eines Rastplatzes oder den Erhalt des historischen Naturdenkmals Hexenkiefer.
Das Dorfleben in Wiesendorf wird von der aktiven Dorfgemeinschaft geprägt. Zu den regelmäßigen Veranstaltungen zählen:
- Maibaumaufstellen (jährlich im Mai)
- Weihnachtsbaumaufstellen (Dezember)
- Eisbeinessen mit Weihnachtsbaumverbrennen (seit 2024 im Januar)
- Gemeinschaftsprojekte, z. B. die Gestaltung eines neuen Rastplatzes auf dem ehemaligen Spielplatzgelände.

## Freiwillige Feuerwehr Wiesendorf
Die Freiwillige Feuerwehr Wiesendorf war eine Ortsfeuerwehr der Gemeinde Kolkwitz im Landkreis Spree-Neiße, Brandenburg. Die Feuerwehr wurde im Jahr 1916 gegründet und bestand bis 2023, als sie mit den Wehren aus Krieschow und Brodtkowitz zur Freiwilligen Feuerwehr Krieschow-Wiesendorf-Brodtkowitz fusionierte. Sie war für den Brandschutz und die technische Hilfeleistung im Ortsteil Wiesendorf sowie im Umland zuständig. Heute existiert im Ort noch eine kleine Alters- und Ehrenabteilung.

### Geschichte

#### Gründung und frühe Jahre (1916–1945)
Die Freiwillige Feuerwehr Wiesendorf wurde am 20. Mai 1916 gegründet. Bereits ein Jahr zuvor hatte die Gemeinde eine Handdruckspritze des Typs Gustav Ewald Cüstrin angeschafft. Diese historische Löschpumpe aus dem Jahr 1915 befindet sich noch heute im Besitz der Feuerwehr und wurde bei verschiedenen Feuerwehrjubiläen und historischen Wettkämpfen präsentiert.
Während des Zweiten Weltkriegs wurde die Feuerwehr, wie viele andere Wehren, durch Kriegseinwirkungen stark geschwächt. Viele Feuerwehrkameraden wurden eingezogen, und die Einsatzbereitschaft konnte nur mit Notbesetzungen aufrechterhalten werden.

#### Wiederaufbau nach dem Zweiten Weltkrieg (1945–1958)
Nach dem Krieg wurde der Brandschutz in der Sowjetischen Besatzungszone (SBZ) neu organisiert. Der Befehl Nr. 17 der Sowjetischen Militäradministration (SMAD) vom 27. Juli 1945 regelte die Neuaufstellung der Feuerwehren. Die Feuerwehr Wiesendorf wurde im Zuge dieses Wiederaufbaus erneut aktiv.
Ab 1952 unterlag das Feuerwehrwesen der DDR neuen strukturellen Veränderungen. Feuerwehren wurden stärker in das staatliche System integriert und die Ausstattung sowie Organisation zentralisiert.

#### DDR-Zeit und aktive Einsätze (1958–1990)
1958 präsentierten die Kameraden der Feuerwehr Wiesendorf ihre alte Handdruckspritze und historische Uniformen bei Feuerwehrfesten in Casel und Umgebung. Die Feuerwehr war über Jahrzehnte hinweg an vielen Einsätzen beteiligt, darunter:
- 1970er-Jahre: Brandbekämpfungen und Unterstützung bei Überschwemmungen.
- 1981: Einsatz beim Flugzeugabsturz in Kolkwitz.
- 1980er-Jahre: Eingliederung in den Wirkungsbereich Krieschow, zu dem Feuerwehren aus mehreren Orten gehörten.

Die Feuerwehr war auch bei der Ausbildung neuer Kameraden beteiligt und unterhielt eine Frauenlöschgruppe, die 1968 gegründet wurde.

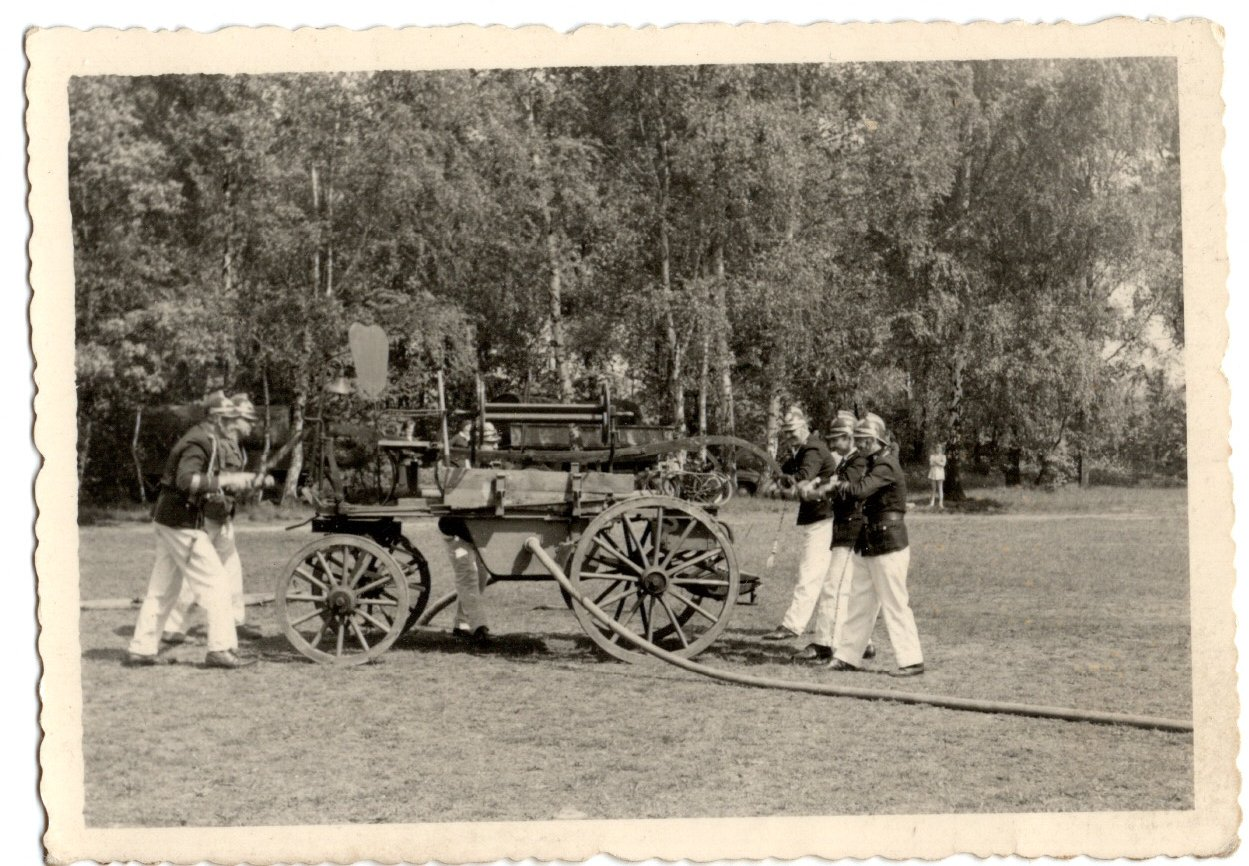
FF Wiesendorf Historische Vorführung der Handpumpe 70er Jahre

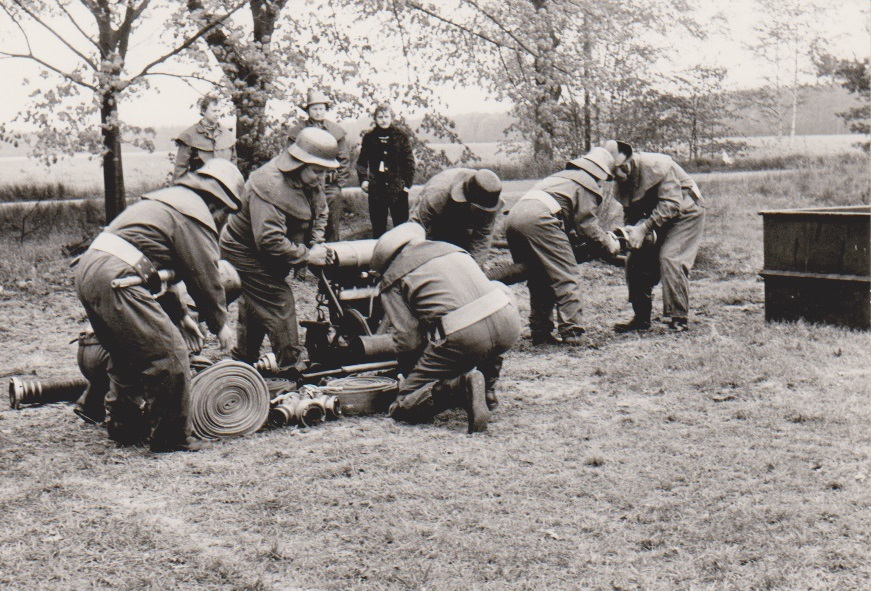
1985 FF Wiesendorf Wettkampf Löschangriff

#### Nach der Wiedervereinigung (1990–2023)
Nach der deutschen Wiedervereinigung 1990 wurde die Feuerwehr an das westdeutsche System angepasst. Viele Feuerwehren der DDR wurden neu strukturiert oder aufgelöst. Die FF Wiesendorf blieb bestehen, modernisierte ihre Ausrüstung und beteiligte sich weiterhin an Einsätzen sowie am Feuerwehrsport.
Besondere Einsätze in dieser Zeit waren:
- 2004: Brand einer Rundballenpresse nahe Wiesendorf.
- 2006: Hochwasserbekämpfung nach starken Regenfällen.
- 2010: Großbrand auf der Cattlemans Ranch – die Feuerwehr half, die Flammen unter Kontrolle zu bringen.
- 2012: Ein erneuter Brand auf der Cattlemans Ranch erforderte umfangreiche Löschmaßnahmen.

Im Jahr 2016 feierte die Feuerwehr ihr 100-jähriges Bestehen mit einer Jubiläumsveranstaltung.

#### Zusammenlegung zur Feuerwehr Krieschow-Wiesendorf-Brodtkowitz (2023)
Am 27. Januar 2023 wurde die FF Wiesendorf offiziell mit der Feuerwehr Krieschow und der Feuerwehr Brodtkowitz zusammengelegt. Die neue Einheit trägt den Namen Freiwillige Feuerwehr Krieschow-Wiesendorf-Brodtkowitz. Ziel der Fusion war eine bessere Organisation und Einsatzfähigkeit angesichts rückläufiger Mitgliederzahlen.

### Fahrzeuge und Ausstattung
Die Feuerwehr Wiesendorf verfügte über verschiedene Löschfahrzeuge und Anhänger:
- Handdruckspritze Gustav Ewald Cüstrin (Baujahr 1915) – noch heute erhalten
- Tragkraftspritzenanhänger (TSA)
- Moderne Löschfahrzeuge im Verbund mit der Feuerwehr Krieschow

### Aktivitäten und Feuerwehrsport
Die Feuerwehr Wiesendorf nahm regelmäßig an Wettkämpfen mit historischen Handdruckspritzen teil. 2003 gewann sie einen solchen Wettkampf in Fehrow, nachdem sie in den Vorjahren stets knapp den vierten Platz belegt hatte. 2004 und 2006 beteiligte sie sich an ähnlichen Wettbewerben in Sellessen und Horno.
Auch kulturelle Veranstaltungen waren Teil des Feuerwehrlebens. So beteiligten sich die Kameraden an Festumzügen, z. B. zur 750-Jahr-Feier von Krieschow (2009) oder zum Oktoberfest in Kolkwitz (2023).

### Bedeutung und Nachwirkung
Die Freiwillige Feuerwehr Wiesendorf war über 100 Jahre lang eine bedeutende Institution in der Region. Sie spielte eine wichtige Rolle im Brand- und Katastrophenschutz und trug zur Gemeinschaft durch ihre kulturellen und sportlichen Aktivitäten bei. Die Zusammenlegung mit den Nachbarwehren sichert die Einsatzfähigkeit der Feuerwehr in der Region langfristig.

## Wirtschaft und Landwirtschaft
Historisch war Wiesendorf landwirtschaftlich geprägt. Im Zuge der Bodenreform wurde die Landwirtschaft kollektiviert, bis 1991 die LPG aufgelöst wurde. Heute wird die landwirtschaftliche Fläche privat bewirtschaftet oder verpachtet.

### LPG Einheit Wiesendorf-Krieschow
Die Landwirtschaftliche Produktionsgenossenschaft (LPG) Einheit Wiesendorf-Krieschow war eine Genossenschaft im Kreis Cottbus in der DDR, die im Zuge der sozialistischen Kollektivierung der Landwirtschaft gegründet wurde. Sie war eine der vielen LPGs, die ab 1952 in der DDR entstanden, um die klein bäuerliche Landwirtschaft in ein zentral gesteuertes System zu überführen.

#### Geschichte

##### Gründung und Entwicklung
Am 18. Januar 1953 übergab der Rat des Kreises Cottbus die offiziellen Statuten an die Genossenschaften, die sich aus Bauern der Dörfer Krieschow, Wiesendorf und Eichow zusammengeschlossen hatten. Die Gründung war das Ergebnis mehrerer Versammlungen, in denen die Bauern über den Eintritt in die LPG debattierten. Die LPG Wiesendorf wurde nach dem Typ III organisiert, was bedeutete, dass nicht nur das Land, sondern auch Vieh und Maschinen in Gemeineigentum übergingen.
Die LPG Wiesendorf-Krieschow war Teil der sozialistischen Agrarpolitik der DDR, die darauf abzielte, durch Kollektivierung die landwirtschaftliche Produktion zu steigern. Mit modernen Erntemaschinen und sowjetischer Technik, darunter Mähdrescher, wurden die Ernteerträge optimiert. Die LPG nahm aktiv an staatlich organisierten Erntekampagnen teil und setzte sich beispielsweise 1953 das Ziel, ihr gesamtes Brotgetreide bis zum 16. August an den Staat abzuliefern.

##### Sozialistische Umgestaltung
Die Kollektivierung verlief in vielen Fällen nicht freiwillig. Insbesondere größere Landwirte mit mehr als 20 Hektar Land wurden durch wirtschaftliche Restriktionen und politischen Druck zur Genossenschaftsmitgliedschaft gezwungen. Zeitzeugenberichten zufolge wurden einige Bauern durch direkte Repressalien oder durch wirtschaftlichen Druck zum Beitritt genötigt.
Zur Unterstützung der Genossenschaftsmitglieder wurde unter anderem ein Kindergarten auf dem Gelände der LPG eingerichtet, um den arbeitenden Eltern die Betreuung ihrer Kinder zu ermöglichen.

##### Weiterentwicklung und Auflösung
Mit der weiteren Umstrukturierung der Landwirtschaft in der DDR ging die LPG Wiesendorf-Krieschow später in größere Agrargenossenschaften über. 1973 wurde sie Teil der Groß-LPG Kolkwitz-Krieschow. Mit der Deutschen Wiedervereinigung 1990 wurde die LPG aufgelöst. Die ehemaligen Eigentümer erhielten ihr Land zurück, viele Flächen wurden jedoch langfristig verpachtet, unter anderem an die Agra GmbH Cottbus-West, die aus den früheren LPG-Strukturen hervorging.

#### Bedeutung und Nachwirkungen
Die LPG Wiesendorf-Krieschow war Teil der umfassenden sozialistischen Umgestaltung der Landwirtschaft in der DDR. Während die Genossenschaftsbildung einerseits zur Mechanisierung und Ertragssteigerung beitrug, führte sie andererseits zur Zerstörung traditioneller bäuerlicher Strukturen. Die Umwandlung in Agrargenossenschaften nach der Wiedervereinigung hinterließ bleibende wirtschaftliche und gesellschaftliche Spuren in der Region.

## Sorbischer Einfluss
Wiesendorf liegt in einer Region mit starkem sorbischen Erbe. Die Sorben (auch Wenden genannt) sind ein slawisches Volk, das sich im frühen Mittelalter in der Lausitz niederließ. Noch bis ins 20. Jahrhundert hinein wurde in vielen Dörfern der Region wendisch bzw. niedersorbisch gesprochen. Dies spiegelt sich auch in der wechselhaften Namensgeschichte von Wiesendorf wider.

## Zukunftsprojekte
Aktuell laufen verschiedene Projekte zur Entwicklung Wiesendorfs:
- Neugestaltung des ehemaligen Spielplatzes als Rastplatz für Radfahrer.
- Wiederherstellung des Naturdenkmals "Hexenkiefer" mit Infotafel und Rastplatz.
- Erstellung einer Chronik zur Dorfgeschichte.
- Prüfung der Möglichkeit eines eigenen Friedhofs mit naturnahem Konzept.